# Columbia (Mississippi)
Columbia város az USA Mississippi államában, Marion megyében, melynek megyeszékhelye is. Lakosainak száma 5864 fő (2020. április 1.).

## Népesség
A település népességének változása:
| Lakosok száma | 66   | 6603 | 6582 | 5864 |
|               | 1870 | 2000 | 2010 | 2020 |